# 忽女星
忽女星（209 Dido）是第209顆被人類發現的小行星，位于火星和木星之間的小行星帶。它的體積非常大，被歸為C-型小行星，並可能是由原始的富碳物質所組成。和同型小行星一樣，它的反照率很低。
忽女星以古迦太基女王狄多命名。
| 前一小行星： 小行星208 | 小行星列表 | 後一小行星： 小行星210 |